# 國松明日香
國松 明日香（くにまつ あすか、1947年 - 2025年3月6日）は、日本の彫刻家。星槎道都大学客員教授。名は女性名に多い「明日香」だが、男性である。芸術修士（東京芸術大学）。
北海道小樽市生まれ。北海道札幌西高等学校、東京藝術大学美術学部彫刻科卒業。同美術研究科彫刻専門課程修了。札幌市立高等専門学校教授を歴任。

## 来歴・人物
画家國松登の長男として小樽に生まれる。舟越保武、千野茂に師事。鉄を題材にした大型のモニュメントを手がけ、札幌駅前通りや札幌ドームなど、札幌市内の公共施設に多くの作品が展示されており、北海道を代表する美術家である。長男・希根太も彫刻家。
2025年3月6日午前2時25分、肺炎のため札幌市内の病院で死去。77歳没。

## 受賞
- 1973年 第1回C・C・A・C ワールド・プリント・コンペティション　最優秀賞
- 1987年 '87北海道の美術　グランプリ（道立近代美術館賞）
- 1989年 本郷新賞
- 1993年 札幌市民文化奨励賞[3]
- 2008年 北海道文化賞奨励賞
- 2016年 札幌芸術賞
- 2023年 北海道文化賞
- 2024年 地域文化功労者[4]